# World of Warships
World of Warships (можна перекласти як Світ військових кораблів) — відеогра, клієнтська масова багатокористувацька онлайн-гра в реальному часі у жанрі симулятора морських битв та історичному сетингу Другої світової війни, анонсована білоруською студією Wargaming.net 16 серпня 2011.

## Ґеймплей

### Режими гри які вже існують в ВБТ

#### Стандартний бій
Суть гри полягає у наступному: балансувальник збирає дві команди на випадковій карті. У кожної команди є база. ціль гри полягає у захопленні ворожої бази чи знищенні всіх кораблів супротивника. При одночасному (чи майже одночасному) захопленні двох баз, знищенні двох команд чи вичерпанні часу бою, який рівний 20 хвилинам, оголошується нічия.

#### Зустрічний бій
Ціль режиму «Зустрічний бій» схожа зі звичайним "стандартним" боєм: знищення усіх кораблів супротивника або ж захоплення бази. Однак є невелика відмінність, на карті присутня лише одна база на дві команди. Команди з'являються на протилежних краях карти, і на однаковий відстані від точок респавну знаходиться одна нейтральна база.

#### Домінування
Місцями режим схожий на «Зустрічний бій», але складніше. В наявності три бази, за кожну захоплену, команді нараховуються очки (по +4 за одну, раз в 5 секунд). На початку гри команди отримують по 300 очок — виграє та що першою набере 1000. Додаткові умови: знищений корабель супротивника також приносить "очки захоплення" в залежності від класу корабля: лінкори (+60), авіаносець (+50), крейсер (+40), есмінець (+30), якщо потоплять корабель союзника, очки втрачаються (-60,-50, та інше). Окремий момент полягає в тому, що після захоплення бази — вона залишається за командою попри відсутність на ній союзних кораблів. На поточний момент, цей режим не дуже подобається гравцям, особливо тим хто грає на повільних кораблях — банально не встигають повоювати, а вже кінець гри

### Співвідношення з іншими іграми Wargaming.net
Wargaming.net ID надасть одночасний доступ до всіх ігор компанії, включаючи World of Tanks і World of Warplanes, а єдиний преміумакаунт дозволить грати з ще більшим комфортом в кожному проєкті всесвіту Wargaming.net.

#### Нації: США, СРСР, Німеччина, Японія, Велика Британія.
Під конкретні потреби рівня підбирається сетинг — місце дії й атмосфера карти. У World of Warships він, в основному, зводиться до вибору одного з 16 географічних регіонів, на які розробники розділили планету, з характерними для кожного з них особливостями. Основні події гри будуть відбуватися на морі, проте саме насиченість ландшафту деталями допоможе створити особливу атмосферу й оживити одноманітний пейзаж відкритого моря.
На цей момент у грі 12 карт.

#### Класи кораблів: есмінці, лінкори. авіаносці, крейсера.
Авіаносці — багатоцільові бойові кораблі, що забезпечують підтримку союзного флоту з повітря. Здатні нести на собі 4 класу авіації: пікірувальні бомбардувальники, торпедоносці, розвідники й винищувачі, надаючи гравцю можливість управляти ескадрильями в режимі стратегічного геймплею (Японія, США).
Крейсери — універсальний клас техніки, що ідеально підходить для полювання за ворожими есмінцями, розвідки та захисту вразливих кораблів союзників. Зенітні комплекси, розміщені на палубах крейсерів, забезпечують надійний рубіж оборони від повітряних загроз(Японія, США, СРСР два кораблі).
Есмінці — найшвидший і маневровий клас флоту, що представляє найбільшу загрозу на відкритій воді. Бойове застосування есмінців широке: оборона від торпедних атак і ударів з повітря, захоплення баз, пошкодження лінкорів і знищення підбитої техніки (Японія, США, СРСР один корабель).
Лінкори — справжні важковаговики у світі військових кораблів. Масивні гармати, товста броня і значні ряди зенітної артилерії роблять їх смертоносною зброєю в бою проти найміцнішого супротивника (Японія, США, Велика Британія один корабель).

## Реліз
Вихід третьої частини в серії «World of» проєкту World of Warships, присвяченого військовим кораблям відбувся 17 вересня 2015 року.